# Chiesa di San Zenone Vescovo (Maclodio)
La chiesa di San Zenone Vescovo è il principale edificio di culto cattolico di Maclodio, comune italiano in provincia e diocesi di Brescia. Sede parrocchiale, fa parte della zona pastorale della Bassa Occidentale.

## Storia
La chiesa è costruita in luogo di un edificio precedente, forse di origine monastica e già ricostruito nel corso del XV secolo. Nel 1565 la chiesa fu visitata dal vescovo di Brescia Domenico Bollani, il quale riporta che la chiesa disponeva di tre altari, di cui i due laterali dedicati al Santissimo Sacramento e a san Rocco, e che era retta dal solo parroco, stipendiato dalla popolazione. In quell'occasione il vescovo Bollani ordinò che il presbiterio venisse decorato con affreschi. La chiesa fu visitata nel 1580 dal cardinale Carlo Borromeo. 
La chiesa fu probabilmente riedificata tra la fine del XVI secolo e l'inizio del secolo successivo, e in quel periodo fu anche edificato il campanile. Il 6 maggio 1612 fu visitata dal vescovo Marino Zorzi, il quale ordinò la costruzione della sacrestia e la decorazione del battistero con un'immagine raffigurante il Battesimo di Gesù. Nel febbraio 1643 fu eretto un altare dedicato alla Madonna del Rosario da parte dei domenicani. Nel 1703 ricevette la visita apostolica del vescovo Daniele Dolfin, il quale riporta che la chiesa, provvista di tre altari, era retta da un parroco, coadiuvato da un cappellano.
Nel Settecento venne costruita in controfacciata la cantoria, poi rifatta da Gianni Trainini, il quale inserì dorature sulle superfici lignee. Nella cantoria venne posto l'organo, realizzato dal bergamasco Egidio Sgritta nel XIX secolo e riparato nel 1938 dal bresciano Guido Nazzari. Nel 1893 venne innalzato  la nuova torre campanaria.
La chiesa fu consacrata il 23 giugno 1901, e in quegli anni la chiesa subì lavori di restauro. Nel 1981, secondo quanto stabilito dal Concilio Vaticano II, furono rimosse le balaustre e venne aggiunta la mensa eucaristica rivolta verso l'aula, ricavata staccando quella posta sull'altare maggiore.
Nel 2011 furono rimosse le campane dalla torre, che vennero riparate e riportate nella loro sede originale nel 2017. In quello stesso anno, terminarono i lavori di restauro all'edificio e alla scultura lignea raffigurante san Zenone.

## Descrizione

### Esterno
La chiesa, orientata lungo l'asse est-ovest, presenta un corpo centrale rettangolare, affiancato da cappelle e concluso sul lato orientale dal presbiterio, anch'esso rettangolare e chiuso da un fondale absidale piano.
La facciata, a registro unico e a capanna, presenta al centro un portico che addossato all'edificio, si presenta a campata unica ed è scandito da archi a tutto sesto poggianti sulle mura della facciata e su due colonne in pietra di ordine tuscanico. Sotto il cornicione, sul quale si imposta la copertura, il portico presenta una piccola apertura. Sulla parte di facciata entro il portico si apre il portale d'ingresso, decorato da un architrave e da una cimasa. Ai lati del portico si aprono, simmetrici, due finestroni rettangolari. La facciata è coronata da un frontone triangolare, sulla cui sommità si trova una croce metallica.
Sul lato meridionale, addossato al punto di intersezione tra l'aula e il presbiterio, si erge il campanile, decorato in cima dalla cuspide ottagonale coronata da una croce metallica.

### Interno
Lo spazio interno, a navata unica, presenta superfici decorate da pitture murali e da elementi in rilievo, in stile barocco. Le mura sono scandite da lesene composite, sulle quali si imposta un cornicione aggettante, che segna l'innesto delle volte a vela di copertura dell'aula e del presbiterio. Sul fondale absidato è appoggiata la soasa dell'altare maggiore.
In controfacciata si trova la cantoria contenente l'organo ottocentesco. Esso possiede un mantice a lanterna, contenuto nello spazio posto sopra il portico.